# Sematophyllum tequendamense
Sematophyllum tequendamense là một loài Rêu trong họ Sematophyllaceae. Loài này được (Hampe) Mitt. miêu tả khoa học đầu tiên năm 1869.